# Porkkala (minfartyg, 1940)
Porkkala var ett minfartyg av Pukkio -klass som byggdes 1940. Fartyget var av bogserbåts-typ och användes som supportskepp för minsvepare, minläggare och patrullbåtar. Fartyget kunde bära 20 minor. Porkkala minsprängdes den 28 november 1941 utanför Björkö.

## Fartyg av klassen
- Pukkio
- Porkkala
- Pansio